# 哈瓦雷奇納
49°55′8″N 24°53′9″E / 49.91889°N 24.88583°E
哈瓦雷奇納（羅馬化：Havarechchyna）是烏克蘭西部的村莊，隸屬利維夫州的佐洛奇夫區。該村始建於1600年，面積0.5平方公里，海拔高度302米，2001年人口76。